# دوری (عراق)
دوری یک منطقهٔ مسکونی در عراق است که در شهرستان عمادیه واقع شده‌است.